# Point zéro des routes de France

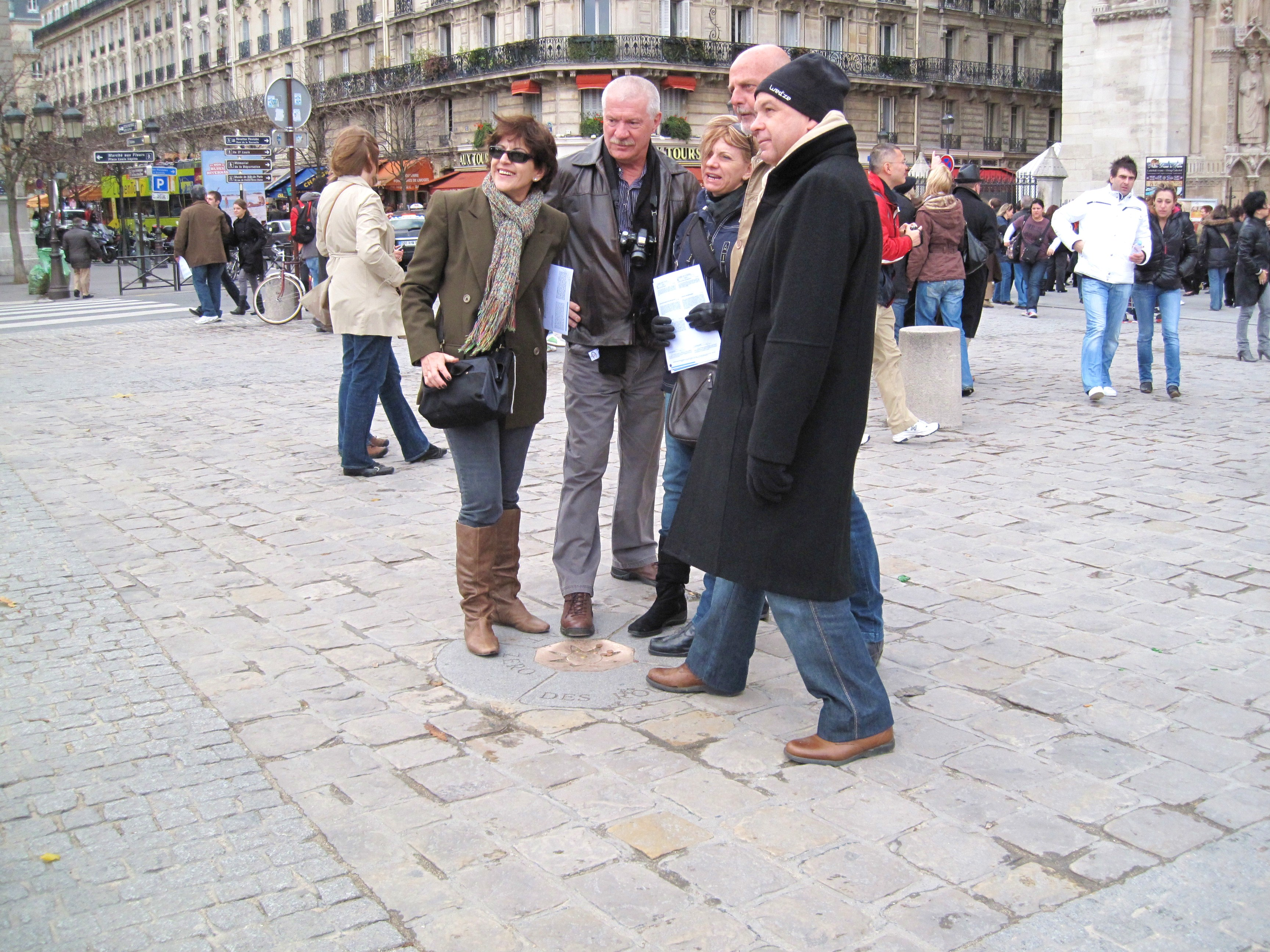
Turisti che si fanno fotografare al punto zero.

Il Point zéro des routes de France (Punto zero delle strade di Francia) è il punto zero di Parigi, vale a dire il punto 0 km delle strade che lasciano la capitale. Viene utilizzato come riferimento per il calcolo delle distanze con le altre città della Francia. Si trova sulla piazza Notre-Dame, di fronte alla cattedrale di Notre-Dame de Paris.

## Posizione e descrizione
Il punto zero si trova cinquanta metri prima dell'ingresso di Notre Dame, sull'Île de la Cité nel IV arrondissement. Il capolinea stradale che materializza questo punto nel selciato della piazza del Duomo assume la forma di una rosa dei venti incisa al centro di un medaglione ottagonale in bronzo; è circondato da una lastra circolare di pietra divisa in quattro quarti, ciascuno dei quali reca una delle iscrizioni in lettere maiuscole: "POINT", "ZÉRO", "DES ROUTES" "DE FRANCE".
Non dovrebbe essere considerato come un marcatore geodetico che materializzerebbe un punto geodetico; ad esempio, il punto geodetico più vicino nella RGF era fino all'incendio del 15 aprile 2019 la guglia della cattedrale. Dopo il suo crollo, il punto geodetico più vicino è la guglia della chiesa di Saint-Paul-Saint-Louis, situata poco meno di 800 metri a nord-est.
Negli ultimi anni il punto zero è diventato a tutti gli effetti un'attrazione turistica, in quanto leggenda vuole che  camminandoci sopra si avrà la garanzia di ritornare a Parigi.

## Storia
In origine nel Medioevo sorgeva davanti al portale dei vescovi e poi degli arcivescovi una postazione denominata Échelle de Justice (Scala della giustizia) ai piedi della quale il condannato si inginocchiava per fare ammenda. Testa e piedi nudi, tenendo tra le mani una grande candela di cera gialla, portava sul petto e sulla schiena un doppio segno che indicava la natura del suo delitto o un cappio al collo se fosse stato condannato a morte. I criminali venivano quindi portati su questo patibolo che fungeva da gogna. La "scala" fu sostituita nel 1767 o 1768 da una camicia di forza che fu adottata come punto zero dalle lettere patenti di Luigi XV del 22 aprile 1769. Questo punto venne materializzato per la prima volta da un terminale con una lettera reale del 22 aprile 1786.
La materializzazione di questo punto nella sua forma attuale fu discussa per dodici anni dal Comune di Parigi e dalla Commission du Vieux Paris, tra il 1912 e il 1924. La targa posata solennemente nel 1924, il 10 ottobre o il 22 gennaio a seconda delle fonti. Fu ritirato nel 1966 e rimesso a posto nel 1972, per poter realizzare lavori inizialmente finalizzati alla realizzazione di un parcheggio sotterraneo sotto il piazzale, ma la scoperta di resti archeologici sulla storia di Parigi condussero alla costruzione di una cripta per proteggerli (la cripta archeologica della piazza Notre-Dame).
Secondo alcune analisi, sarebbe il simbolo della centralizzazione della Francia attorno alla sua capitale.

## Percorsi che iniziano o sono iniziati dal punto zero
Il punto zero viene utilizzato per misurare le distanze da Parigi. È il punto di partenza ufficiale delle strade dalla capitale, ma il loro tracciato si fonde con le strade cittadine fino alle porte di uscita, e sono i servizi comunali che ne assicurano la manutenzione.
| Strada              | Direzione          | Porta                 |
| ------------------- | ------------------ | --------------------- |
| Strada nazionale 1  | Calais             | Porte de la Chappel   |
| Strada nazionale 2  | Maubeuge           | Porte de la Villette  |
| Strada nazionale 3  | Forbach            | Porta Pantin          |
| Strada nazionale 4  | Strasburgo         | Porte de Bercy        |
| Strada nazionale 5  | Ginevra (Svizzera) | Porte de Charenton    |
| Strada nazionale 6  | Moncenisio         | Porte de Charenton    |
| Strada nazionale 7  | Mento              | Porte d'Italie        |
| Strada nazionale 10 | Hendaye            | Porte de Saint-Cloud  |
| Strada nazionale 12 | Brest              | Porte de Versailles   |
| Strada nazionale 13 | Cherbourg          | Porte de Maillot      |
| Strada nazionale 14 | Le Havre           | Porte de Clignancourt |
| Strada nazionale 19 | Basilea (Svizzera) | Porte de la Gare      |
| Strada nazionale 20 | Bourg-Madame       | Porte d'Orleans       |
| Strada nazionale 34 | Eternay            | Porte de Vincennes    |

## Utilizzo da Teria
Teria, una rete di stazioni per il posizionamento satellitare in tempo reale, avviata dall'ordine dei topografi e integrata con la rete permanente GNSS (RGP) di IGN, ha utilizzato il punto zero per la dimostrazione di questa tecnologia tra il 2006 e il 2008.
Così il 10 novembre 2006, le coordinate del punto zero sono state misurate con precisione centimetrica: (X = 652 215,52 ; Y = 6 861 681,77 ; Z = 35,64) in proiezione Lambert93, ovvero 48° 51′ 12,24845″ N, 2° 20′ 55,62563″ E. In questa occasione è stato girato un video reportage come materiale promozionale.